# Gedenkteken Ir. Jakoba Mulder
Het Gedenkteken Ir. Jakoba Mulder is een kunstwerk in Amsterdam-Centrum.
Het werk is te zien op het Ir. Jakoba Mulderplein, beide zijn vernoemd naar stadsarchitecte Ko Mulder. De plastiek bestaat uit drie delen. Eerst is er een ronde grondplaat van granito, die schuin uit de grond oprijst. Aan de voorzijde steekt ze 10 centimeter boven de grond; de achterzijde steekt 75 centimeter boven de grond uit. De schijf is verdeeld in drie gelijksoortige taartpunten. Het tweede deel is een kolom die uit het centrale deel van de schijf steekt. Ze is ongeveer zes meter hoog met een diameter van 20 centimeter. In de kolom zijn boom/plantbladen uitgespaard, die uitsparingen nemen van onder naar boven toe; aan de bovenzijde lopen die uitsparingen uit op het eind van de kolom. De kolom dient tevens tot straatverlichting. Het derde deel wordt gevormd door 38 roestvaststalen straatklinkers, waarop de volgende tekst staat: Ir. Jakoba Mulder. Droombeeld. Visie. Werk. Inspanning. Verwachting. Wording. Het vormt tezamen een 7,75 meter lang lint, dat komend vanaf de Sarphatistraat een rechte lijn vormt met de eerder genoemde kolom.
Het geheel, waaronder ook de stoelen rondom het beeld, is een creatie van Gijs Bakker.
Het gedenkteken zou in eerste instantie door de gemeente midden op het plein gezet worden. Omwonenden staken daar een stokje voor, het zou een beperking zijn van speelruimte van kinderen, iets waar Ko Mulder juist voorvechtster van was. Het werd uiteindelijk aan de noordrand van een grasveldje opgebouwd. De schijf wil daarbij nog wel eens dienen tot zitje of skateplateau. 